# Siphloplecton interlineatum
Siphloplecton interlineatum is een haft uit de familie Metretopodidae. De wetenschappelijke naam van de soort is voor het eerst geldig gepubliceerd in 1863 door Walsh.
De soort komt voor in het Nearctisch gebied.